# Rosulabryum billarderi
Rosulabryum billarderi är en bladmossart som beskrevs av Magnus Spence 1996. Rosulabryum billarderi ingår i släktet Rosulabryum och familjen Bryaceae. Inga underarter finns listade i Catalogue of Life.